# Lasse Linder
Lasse Linder (* 1994 à Saint-Gall) est un cinéaste suisse.

## Vie et œuvre
Linder a grandi à Widnau et a fréquenté l'école cantonale de Heerbrugg jusqu'en 2012. Il a ensuite brièvement étudié la langue et la littérature allemandes à l'université, et a travaillé comme monteur de films.
En 2015, il a été nommé avec le court-métrage Psilocybin et en 2016 avec le court-métrage Kleinklima pour le prix du public du concours de films en ligne ZFF 72 (un événement cadre du Festival du film de Zurich). Dans la même année, il a tourné avec Omid Taslimi le documentaire Be aware and share sur la crise des réfugiés en Europe qui commença en 2015.
De 2016 à 2019, il a fait son baccalauréat en Vidéo (Video, Fokusfeld Regie) à l'Université des sciences appliquées et des arts de Lucerne,. En outre, il a travaillé pour Videoentertainers GmbH et a été directeur du film et actuaire de la plate-forme culturelle en Suisse orientale « No Collective ».
En 2017, Linder a réalisé le court métrage documentaire Gifted Hearts avec Maximilian Hochstrasser. Le film raconte comment des spécialistes suisses opèrent des enfants atteints de maladies cardiaques dans un hôpital peu équipé d'Asmara.
En 2018, Linder a créé le tournage du long métrage suisse Tranquillo.
La même année, il réalise le documentaire de 10 minutes Bashkimi United. Le film parle du coiffeur Bashkim, qui explore esthétiquement les grandes questions de la vie avec ses clients. Le film a reçu une mention spéciale en 2018 au Festival international du film de Fribourg et au Festival international du court-métrage de Winterthur.
En 2019, il a réalisé le court métrage primé All Cats are Grey in the Dark. Le film parle de Christian, un homme qui vit avec deux chattes. Il fait féconder l'une des chattes à l'étranger par un chat afin qu'il puisse réaliser son désir insatisfait d'avoir des enfants. Le film est un mélodrame qui représente une relation non conventionnelle entre les animaux et les humains,,.